# Julemødet 1888
Den 22. december 1888 stod der i Færøernes dengang eneste avis, Dimmalætting, denne korte notits:
| ALLE OG ENHVER                                  |
| ----------------------------------------------- |
| indbydes til at komme i tinghuset anden juledag |
| kl. 3 eftermiddag, hvor vi vil diskutere,       |
| hvordan færøsk sprog og kultur kan beskyttes.   |

Invitationen, der var underskrevet af 9 fremstående færinger, var indledningen til en ny æra i det færøske folks historie – med den starter den nationale bevægelse.
En stor skare samledes i lagtingshuset denne mørke, regnfulde eftermiddag med storm og dårligt føre. Der blev holdt taler, diskuteret og sunget færøske sange. Størst indtryk på forsamlingen gjorde det, da lyrikeren Rasmus Effersøe citerede en stridshymne digtet til lejligheden af den unge Joannes Patursson.
Det lange digts budskab præsenteres allerede i første strofe:
Nu er tiden kommet;
hvor vi i samdrægtighed
må tage hinanden i hånden
og arbejde for vort modersmål.
Det er folkets pligt både over for sig selv oe forfædrene at redde og pleje den mest dyrebare kulturarv af alle — sproget. Men modersmålet er nu så ydmyget i sit eget land, at det ikke kan reddes uden hele folkets indsats og vilje.

## Resolutionen
Mødet endte med vedtagelse af en resolution i 6 punkter:
1. Færøsk sprog skal være tilladt som undervisningssprog i skolen, så snart tilstrækkelig mange færøsksprogede skolebøger er lavet.
2. I historieundervisningen skal vægten lægges på Færøernes historie.
3. Dansk udenadslære i kristendomskundskab skal afskaffes, i stedet skal det læste gengives på færøsk.
4. Det skal være præsterne tilladt at bruge færøsk sprog i og udenfor kirken.
5. Færøsk sprog skal indføres i alle offentlige forhold.
6. Det sidste punkt går ud på, at der skal arbejdes frem imod at etablere en færøsk folkehøjskole.

## Føroyingafelag
Det dårlige vejr havde hindret mange i at rejse til Torshavn fra fjerne bygder – derfor blev der indkaldt til et nyt møde 6. januar 1889, hvor Føroyingafelag (Den Færøske Forening) – blev stiftet med følgende principprogram:
1. At det færøske sprog skal genvinde sin ære og værdighed,
2. At færinger må holde sammen og udvikle sig på alle områder, så de kan klare sig selv.

## Frimærker
3 af indbydernes portrætter er placeret nederst på hvert frimærke.
- 300 oyru: Notitsen i Dimmalætting 22.12.1888.
- 320 oyru: Et resultat af den nationale bevægelse var folkemøderne, som arrangeredes om sommeren, gerne på naturskønne steder, mellem fjeldene. I denne tegning fra et folkemøde i 1908 har digteren og tegneren William Heinesen fanget den særlige feststemning, som kendetegnede disse folkestævner op til 2. verdenskrig.
- 1200 oyru: Teksten viser det første af 19 vers i Jóannes Paturssons kampdigt.